# Prométhée ou le Poème du feu
Pour les articles homonymes, voir Prométhée (homonymie).

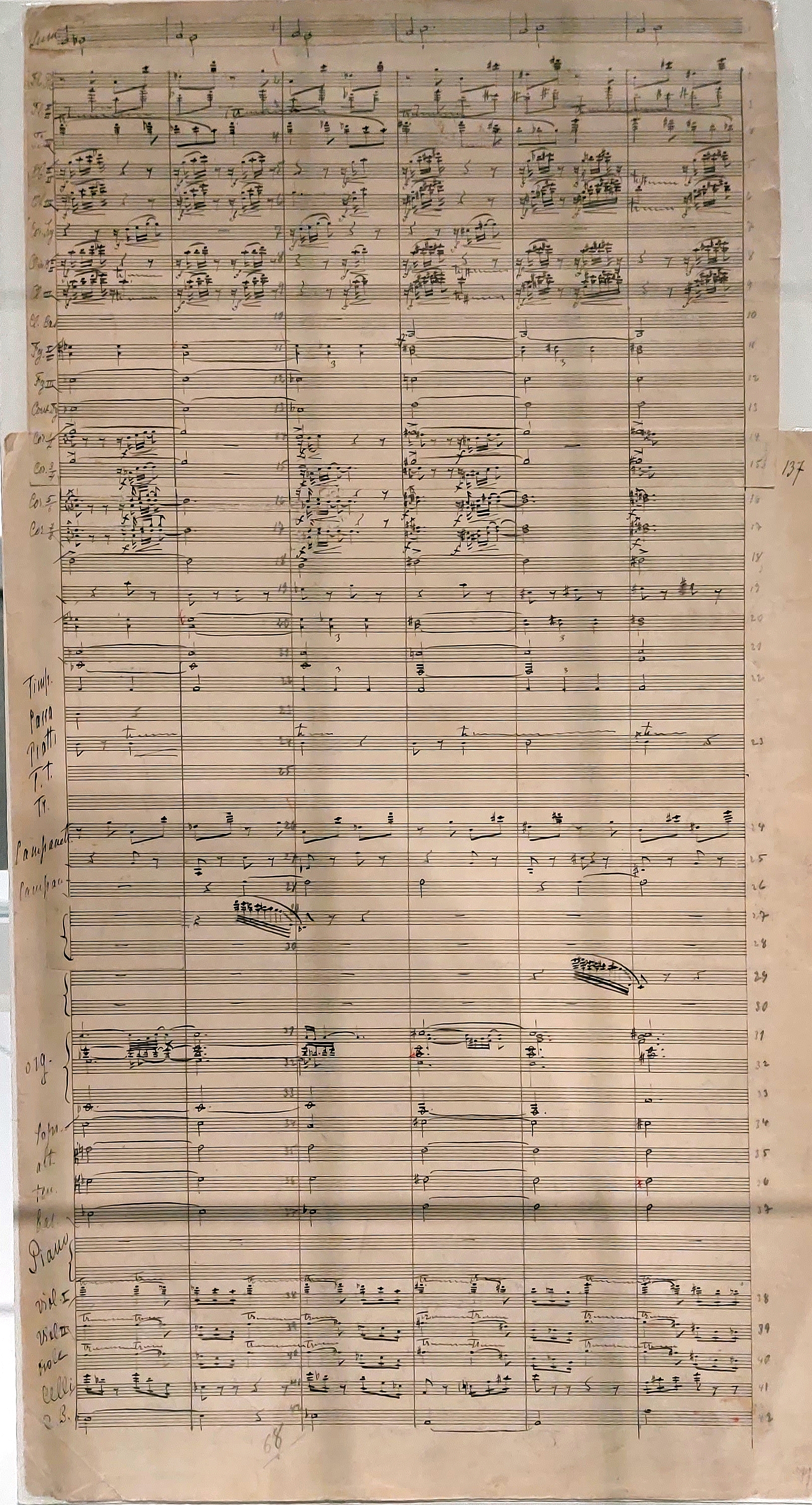
Partition Prométhée ou Poème du feu pour grand orchestre, chœur et clavier léger, 1909-1910.

Prométhée ou le Poème du feu est l'opus 60 d'Alexandre Scriabine. L'œuvre est d'un genre intermédiaire entre le poème symphonique à la Franz Liszt et le concerto pour piano post-romantique à la Tchaïkovski ; sa composition, commencée en 1908, a duré jusqu'en 1910.

## Orchestre
| Instrumentation de Prométhée |
| Orchestre |
| Bois |
| 1 petite flûte, 3 flûtes , 3 hautbois, 1 cor anglais, 3 clarinettes en si bémol, 1 clarinette basse en si bémol, 3 bassons, 1 contrebasson |
| Cuivres |
| 8 cors, 5 trompettes en si bémol, 3 trombones, 1 tuba                                                                                      |
| Claviers |
| piano (soliste), celesta, orgue |
| Percussions |
| timbales, triangle, cymbales, grosse caisse, tam-tam, jeux de timbres, 5 cloches                                                           |
| Cordes |
| premiers violons, seconds violons, altos, violoncelles, contrebasses, 2 harpes                                                             |
| Autres |
| Chœurs |
| sopranos, altos, ténors, basses |
| Instrument visuel |
| clavier à lumières (« Luce ») |

## Esthétique
Prométhée ou le poème du feu est écrit pour un orchestre immense, avec piano soliste, chœurs mixtes (chantant uniquement des vocalises) et "orgue de lumière", qui projette au rythme de l'évolution musicale des faisceaux lumineux prédéterminés dans la partition aux couleurs correspondant à un système d'équivalence « harmonie-couleur » établi par le compositeur.
Des décennies avant les recherches (nettement plus poussées) de Iannis Xenakis, il s'agit donc du premier « son et lumière » appliqué à de la musique « pure » - ni liée à des festivités comme la Musique pour les feux d'artifice royaux  de Haendel, ni à un spectacle dramatique.
Musicalement, Scriabine se sert d'un accord « fondamental » qu'il appelle "accord synthétique" ou "accord mystique" de six sons en quartes superposées en usant de procédés proches des conceptions du  dodécaphonisme à venir, sans s'affranchir encore ouvertement de la tonalité.
La musique progresse de manière organique, par demi-tons. La structure générale est celle d'un très long crescendo, où le piano et les voix servent en quelque sorte de "cochers" fouettant les "chevaux" constitués par l'orchestre. On retrouve là l'idée d'une progression essentiellement statique et qui se fait par à-coups déjà présente dans le Poème de l'extase, l'œuvre la plus connue de Scriabine. Il n'y a pas de thème dynamique en soi, mais une idée qui fait avancer un concept d'ensemble, musicalement et extra-musicalement révolutionnaire.
L'exécution de l'œuvre, d'un seul tenant, dure environ 20 minutes.

## Réalisations importantes
La première a été dirigée par Sergei Aleksandrovič Kusevickij à Moscou le 2 mars 1911. Le 21 mars 1915, elle est jouée pour la première fois en lumières colorées par l'Orchestre symphonique russe avec Marguerite Volavy au piano, sous la direction de Modest Altschuler, au Carnegie Hall. Altschuler et Skrjabin étaient contemporains au Conservatoire de Moscou au début des années 1890.
Sir Henry Wood avait prévu de diriger Prometheus avec la partie pour clavier à lumières, mais la Première Guerre mondiale a empêché la représentation. L'œuvre a été jouée pour la première fois avec des lumières colorées en Angleterre le 4 mai 1972, par le London Symphony Orchestra dirigé par Elyakum Shapirra au Royal Albert Hall.
Pour une description de nombreuses autres représentations utilisant de nouvelles approches de la réalisation de la couleur dans cette œuvre, voir Hugh MacDonald, The Musical Times 124 (1983) pp. 600-602.
En 1995, l'Orchestre Philharmonique de Liège dirigé par Pierre Bartholomée a réalisé une version de ce projet en confiant la réalisation du clavier à lumières à Enrico Bagnoli. Ils ont présenté l'authentique partition colorée au clavier à lumières, telle que souhaitée par Scriabine.
En 2006, le pianiste russe Andrej Choteev a réalisé un projet dans la Grande Salle de la Laeiszhalle de Hambourg : en tant que soliste accompagné par le Hamburger Symphoniker dirigé par Andrej Borejko,,
En 2010, l'Orchestre symphonique de Yale, sous la direction de Toshiyuki Shimada et en collaboration avec le département de musique de Yale et le Dr. Anna Gawboy, a interprété l'œuvre avec un clavier à lumières et un éclairage complet de la salle en utilisant les indications fournies par les annotations de Alexandre Scriabine.